# Ruellia fiherenensis
Ruellia fiherenensis är en akantusväxtart som beskrevs av Raymond Benoist. Ruellia fiherenensis ingår i släktet Ruellia och familjen akantusväxter. Inga underarter finns listade i Catalogue of Life.